# Fiołek transylwański
Fiołek transylwański (Viola jooi Janka) – gatunek roślin z rodziny fiołkowatych (Violaceae). Występuje naturalnie w Rumunii oraz na Ukrainie – we wschodnich i południowych Karpatach. 

## Morfologia
PokrójBylina dorastająca do 10–30 cm wysokości, tworzy kłącza.
LiścieBlaszka liściowa ma trójkątny kształt, jest ząbkowana lub piłkowana na brzegu, ma sercowatą nasadę i tępy wierzchołek. Ogonek liściowy jest nagi. Przylistki są równowąsko lancetowate.
KwiatyPojedyncze, wyrastające z kątów pędów. Mają działki kielicha o owalnym kształcie. Płatki są odwrotnie jajowate i mają fioletową barwę, dolny płatek posiada zakrzywioną ostrogę o długości 4-6 mm.
OwoceTorebki o jajowatym kształcie.

## Biologia i ekologia
Rośnie na skarpach i terenach skalistych. 